# Fernando Balzaretti
Fernando Balzaretti (ur. 10 czerwca 1946 w Meksyku, zm. 5 września 1998 tamże) – meksykański aktor telewizyjny i filmowy.

## Wybrana filmografia
- Longitud de guerra (1976)
- Mina, viento de libertad (1977)
- Bandera rota (1978)